# Comté de Butler (Alabama)
Pour les articles homonymes, voir Comté de Butler.
Le comté de Butler (Butler County en anglais) est un comté des États-Unis, situé dans l'État de l'Alabama.

## Géographie

### Comtés limitrophes
| Comté de Wilcox                   | Comté de Lowndes                     | Comté de Crenshaw  |
| Comté de Monroe, Comté de Conecuh | Comté de Butler                      | Comté de Crenshaw  |
| Comté de Conecuh                  | Comté de Conecuh, Comté de Covington | Comté de Covington |

## Démographie
| 1820  | 1830  | 1840  | 1850   | 1860   | 1870   |
| ----- | ----- | ----- | ------ | ------ | ------ |
| 1 405 | 5 650 | 8 685 | 10 836 | 18 122 | 14 981 |

| 1880   | 1890   | 1900   | 1910   | 1920   | 1930   |
| ------ | ------ | ------ | ------ | ------ | ------ |
| 19 649 | 21 641 | 25 761 | 29 030 | 29 531 | 30 195 |

| 1940   | 1950   | 1960   | 1970   | 1980   | 1990   |
| ------ | ------ | ------ | ------ | ------ | ------ |
| 32 447 | 29 228 | 24 560 | 22 007 | 21 680 | 21 892 |

| 2000   | 2010   | - | - | - | - |
| ------ | ------ | - | - | - | - |
| 21 399 | 20 947 | - | - | - | - |

## Personnalités liées
- Janie Shores (1932-2017), juriste et juge américaine y est née